# Gäddtjärnen (Leksands socken, Dalarna, 672366-142720)
Gäddtjärnen är en sjö i Leksands kommun i Dalarna och ingår i Dalälvens huvudavrinningsområde.